# Vendémiaire

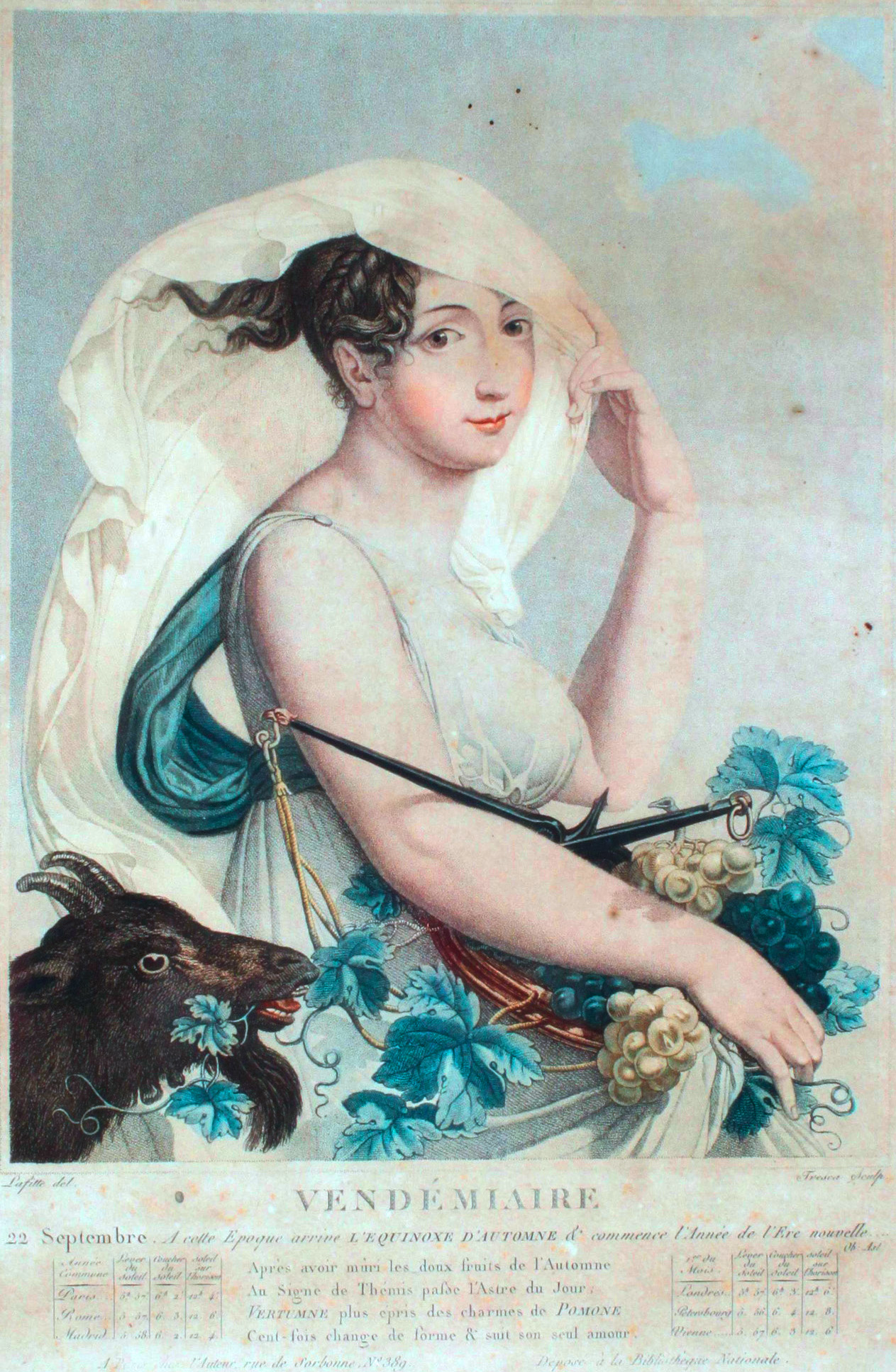
Allegorie des Vendémiaire

Der Vendémiaire (deutsch auch Weinmonat oder Weinlesemonat) ist der erste Monat des republikanischen Kalenders der Französischen Revolution. Er folgt auf die Sansculottiden des Vorjahres, ihm folgt der Brumaire.
Der Name ist vom lateinischen vindemia (daher französisch vendange) ‚Weinlese‘ abgeleitet. Der Vendémiaire ist der erste Monat des Herbstquartals (mois d’automne) und damit zugleich der erste Monat des französischen Revolutionsjahrs. Er beginnt etwa am 23. September und endet etwa am 22. Oktober.
In die Geschichte eingegangen ist der Vendémiaire des Jahres 1795, als ein gegen die Republik gerichteter royalistischer Aufstand in Paris ausbrach und von Napoléon Bonaparte mit Artillerie zusammengeschossen wurde.

## Tagesnamen
Wie alle Monate des Französischen Revolutionskalenders hatte der Vendémiaire 30 Tage, die in 3 Dekaden eingeteilt wurden. Die Tage waren nach landwirtschaftlichen Pflanzen benannt, mit Ausnahme des 5. und 10. Tages jeder Dekade. Der 5. Tag (Quintidi) wurde nach einem Haustier benannt, der 10. Tag (Decadi) nach einem landwirtschaftlichen Gerät.
Entgegen dem ursprünglichen Vorschlag von Fabre d’Églantine wurde der 24. Vendémiaire nicht Grenésienne, sondern Amarillis benannt. Die beiden Namen sind Synonyme für dieselbe Pflanze.
| Tagesnamen für den Vendémiaire | Tagesnamen für den Vendémiaire | Tagesnamen für den Vendémiaire | Tagesnamen für den Vendémiaire | Tagesnamen für den Vendémiaire | Tagesnamen für den Vendémiaire | Tagesnamen für den Vendémiaire              |
| --- | ------------------------------ | ------------------------------ | ------------------------------ | ------------------------------ | ------------------------------ | ------------------------------------------- |
| | 1re Décade                     | 1re Décade                     | 2e Décade                      | 2e Décade                      | 3e Décade                      | 3e Décade                                   |
| Primidi | 1.                             | Raisin (Traube)                | 11.                            | Pommes de terre (Kartoffeln)   | 21.                            | Chanvre (Hanf)                              |
| Duodi | 2.                             | Safran (Safran)                | 12.                            | Immortelle (Strohblume)        | 22.                            | Pêches (Pfirsiche)                          |
| Tridi | 3.                             | Châtaignes (Kastanien)         | 13.                            | Potiron (Melonenkürbis)        | 23.                            | Navets (Wasserrüben)                        |
| Quartidi | 4.                             | Colchique (Herbstzeitlose)     | 14.                            | Réséda (Reseda)                | 24.                            | Amarillis Amaryllis (Amaryllis) Grenésienne |
| Quintidi | 5.                             | Cheval (Pferd)                 | 15.                            | Âne (Esel)                     | 25.                            | Bœuf (Rind)                                 |
| Sextidi | 6.                             | Balsamine (Springkraut)        | 16.                            | Belle de nuit (Wunderblume)    | 26.                            | Aubergine (Aubergine)                       |
| Septidi | 7.                             | Carottes (Mohrrüben)           | 17.                            | Citrouille (Kürbis)            | 27.                            | Piment (Nelkenpfeffer)                      |
| Octidi | 8.                             | Amaranthe Amarante (Amarant)   | 18.                            | Sarrazin Sarrasin (Buchweizen) | 28.                            | Tomate (Tomate)                             |
| Nonidi | 9.                             | Panais (Pastinake)             | 19.                            | Tournesol (Sonnenblume)        | 29.                            | Orge (Gerste)                               |
| Décadi | 10.                            | Cuve (Bottich)                 | 20.                            | Pressoir (Kelter)              | 30.                            | Tonneau (Fass)                              |
| Moderne französische Namen erscheinen kursiv. Vorschläge von Fabre d’Églantine, die nicht akzeptiert wurden, erscheinen in Kleinschrift. |                                |                                |                                |                                |                                |                                             |

## Umrechnungstafel
| I. | II. | III. | V. | VI. | VII. |

| September | 1792 | 1793 | 1794 | 1796 | 1797 | 1798 | Oktober |

| I. | II. | III. | V. | VI. | VII. |

| September | 1792 | 1793 | 1794 | 1796 | 1797 | 1798 | Oktober |

| IV. | VIII. | IX. | X. | XI. | XIII. | XIV. |

| September | 1795 | 1799 | 1800 | 1801 | 1802 | 1804 | 1805 | Oktober |

| IV. | VIII. | IX. | X. | XI. | XIII. | XIV. |

| September | 1795 | 1799 | 1800 | 1801 | 1802 | 1804 | 1805 | Oktober |

| XII. |

| September | 1803 | Oktober |

| XII. |

| September | 1803 | Oktober |

## Umrechnungsbeispiel
Zu ermitteln ist der 14. Vendémiaire II.
Das Jahr II steht in der obersten Tabelle, darunter das gregorianische Jahr 1793. Unter dem 14. (obere Tageszeile) steht der 5. Da dieser nach dem Monatsübergang (30.→1.) liegt, ist der Oktober gemeint.
Das gregorianische Datum ist also der 5. Oktober 1793.
Siehe auch: Umrechnungstafel zwischen gregorianischem und republikanischem Kalender